# Binka
Binka est une localité du Cameroun située dans le département du Donga-Mantung et la Région du Nord-Ouest, à proximité de la frontière avec le Nigeria. Elle fait partie de la commune de Nkambé.

## Population
En 1970, le village comptait 5 771 habitants, dont la plupart appartenaient au clan Tang. 
Lors du recensement national (3e RGPH) de 2005, on y a dénombré 9 672 personnes.